# Marco Tadé
Marco Tadé (Locarno, 3 dicembre 1995) è uno sciatore freestyle svizzero, specialista nelle gobbe.

## Biografia
In Coppa del Mondo ha esordito il 20 dicembre 2011 a Meribel, terminando in 39ª posizione.
Nel 2022 ha partecipato ai Giochi Olimpici invernali del 2022, a Pechino.

## Palmarès

### Coppa del Mondo
- 3 podi:
  - 2 secondi posti
  - 1 terzo posto

### Mondiali
- Campionati mondiali di freestyle:
  - Bronzo a Sierra Nevada 2017 nel dual moguls

- Campionati mondiali juniores di freestyle:
  - Bronzo a Chiesa in Valmalenco 2014 nel dual moguls